# Mina Settembre
Mina Settembre è una serie televisiva italiana, diretta da Tiziana Aristarco e liberamente tratta dai racconti di Maurizio De Giovanni.
La serie è prodotta da Rai Fiction e Italian International Film, e nella terza stagione in associazione con Agata Produzioni. La prima stagione è stata trasmessa in prima visione su Rai 1 dal 17 gennaio al 14 febbraio 2021, la seconda dal 2 ottobre al 6 novembre 2022 e la terza dal 12 gennaio al 16 febbraio 2025.

## Trama
Gelsomina Settembre, detta Mina, è un'assistente sociale che lavora in un consultorio familiare nel centro storico di Napoli, e che tutti i giorni cerca di dare aiuto alle persone che si presentano da lei in cerca di un supporto.    

## Episodi
| Stagione         | Episodi | Prima TV |
| ---------------- | ------- | -------- |
| Prima stagione   | 12      | 2021     |
| Seconda stagione | 12      | 2022     |
| Terza stagione   | 12      | 2025     |

## Personaggi e interpreti

### Personaggi principali
- Gelsomina "Mina" Settembre (stagioni 1-in corso), interpretata da Serena Rossi 
È una donna molto empatica e sensibile, ferma e determinata a rendere Napoli un posto migliore. Si occupa con grande dedizione di tutti coloro che le chiedono aiuto direttamente o indirettamente.
- Domenico "Mimmo" Gambardella (stagioni 1-in corso), interpretato da Giuseppe Zeno.
È il ginecologo del consultorio in cui lavora anche Mina, della quale si innamora. Nella terza stagione i due si sposano e hanno un figlio insieme.
- Claudio De Carolis (stagioni 1-2), interpretato da Giorgio Pasotti.
È un magistrato ed ex marito di Mina.
- Irene Pironti (stagioni 1-in corso), interpretata da Christiane Filangieri.
È una delle migliori amiche di Mina, di professione avvocato, madre di Gianluca e moglie di Paolo. Nella seconda stagione, il matrimonio con Paolo va in crisi e i due finiscono con il separarsi. Dopo la separazione inizia a frequentare Luigi Abbamondi, un collega avvocato.
- Titti Ferrari D'Aragone (stagioni 1-2, ricorrente stagione 3), interpretata da Valentina D'Agostino.
È l'altra migliore amica di Mina, gestisce un bar ed è considerata, sia dalle amiche che dal fratello, poco affidabile a causa delle sue numerosissime frequentazioni spesso fallimentari. Al termine della prima stagione si fidanza con Giordano, il nuovo barman del suo locale, e scopre di essere rimasta incinta, ma non sa se il padre del bambino sia Giordano o l'ex fidanzato Max; nonostante questo, Giordano decide di crescerlo come proprio figlio in ogni caso. Al termine della seconda stagione si sposa con Giordano. Tra la seconda e la terza stagione, i due si trasferiscono a Londra per aprire un altro bar e nel frattempo Titti partorisce una bambina, di nome Ada, che si scopre essere effettivamente figlia di Giordano.
- Viola De Luca (stagione 3, ricorrente stagione 2), interpretata da Ludovica Nasti.
È una ragazzina che viene presa in affidamento da Mina.
- Fiore Caruana (stagione 3), interpretata da Chiara Russo.
È una nuova assistente sociale del consultorio che Mina prende sotto la sua ala. Si innamora di Jonathan.
- Jonathan Ammaturo (stagione 3) interpretato da Erasmo Genzini.
È il fratello maggiore di un ragazzo il cui caso viene seguito da Mina e Fiore, della quale si innamora.

### Personaggi ricorrenti
- Rudi Trapanese (stagioni 1-in corso), interpretato da Nando Paone.
Ex autista, ora portiere dello stabile dove ha sede il consultorio, è pazzo di Rosaria. Per un po' si è occupato di Diego, un ragazzo italo-marocchino, come fosse suo nipote.
- Paolo De Marinis (stagioni 1-2), interpretato da Davide Devenuto.
Ex marito di Irene e padre putativo di Gianluca, dispensa consigli al figlio e a Claudio sulle loro storie d'amore. Uomo gentile e disponibile, al termine della prima stagione ammette di essere sterile e di aver accettato di crescere Gianluca, che Irene ha avuto da Vittorio Settembre, come se fosse suo.
- Giordano Raiola (stagioni 1-2, guest stagione 3) interpretato da Michele Rosiello.
Nuovo barman del locale di Titti, assunto dal fratello di lei per tenerla sott'occhio. Con Titti instaura un rapporto di amicizia che si trasforma in amore.
- Nunzia (stagioni 1-2), interpretata da Susy Del Giudice.
Badante di Olga, alle prese con le continue bizzarrie della madre di Mina, ha un passato drammatico: infatti ha finto di essere rumena e di chiamarsi Sonia per sfuggire al marito violento.
- Gianluca De Marinis (stagioni 1-2, guest stagione 3), interpretato da Francesco Di Napoli.
Figlio di Irene e Paolo, è un ragazzo timido e introverso. Protetto di Mina, al termine della prima stagione scopre non essere figlio di Paolo ma di Irene e Vittorio Settembre, e quindi fratellastro di Mina.
- Max (stagioni 1-2), interpretato da Primo Reggiani.
Ex fidanzato di Titti e dipendente di una banca.
- Generale Gagliardi (stagioni 1-2), interpretato da Massimo Wertmüller.
Generale in pensione e vicino di casa di Olga, ha un cane ed è sempre in contrasto con la madre di Mina. Al termine della prima stagione si riappacificano.
- Rosaria (stagioni 1-in corso), interpretata da Rosalia Porcaro.
Ostetrica collega e amica di Mina, ha un passato pesante a causa di un uomo che le ha tolto perfino la possibilità di essere madre. Abita nei Quartieri Spagnoli, è di gran cuore e porta a Mina sempre casi disperati.
- Olga De Conciliis in Settembre (stagioni 1-2), interpretata da Marina Confalone.
Madre di Mina, con la quale ha un rapporto conflittuale. Per diversi anni finge di essere costretta sulla sedia a rotelle, anche se non ha nessuna patologia, perché crede che solo così potrà ricevere un po' di considerazione. Non perde occasione per criticare le scelte della figlia. Nella seconda stagione scopre di avere un tumore e per curarsi si allontana misteriosamente da casa in modo da non far scoprire nulla alla figlia, la quale verrà a conoscenza di tutto solo a fine stagione. Muore stroncata dalla malattia tra la seconda e la terza serie.
- Vittorio Settembre (stagione 1), interpretato da Ruben Rigillo.
Oculista e padre deceduto di Mina. Per la figlia era un punto di riferimento ed esempio di correttezza, oltre ad essere un appassionato di mare. Vittorio aveva un'amante, di cui Mina viene a conoscenza in un secondo momento, imbattendosi nella sua ricerca ma scoprendo ben presto che è più vicina di quanto lei stessa possa credere. Si tratta infatti di Irene, quindi Vittorio è il padre naturale di Gianluca.
- Luigi Abbamondi (stagioni 2-in corso), interpretato da Yari Gugliucci.
Avvocato collega di Irene. Da tempo innamorato di lei, dopo la separazione di quest'ultima da Paolo i due iniziano a frequentarsi.
- Giulia Postiglione (stagione 2), interpretata da Antonia Liskova.
La psicologa che inizia a seguire Mina dopo la fine della prima stagione. Inizia una frequentazione con Mimmo, ignara del legame che costui ha con Mina.
- Rosa De Conciliis (stagioni 2-in corso), interpretata da Marisa Laurito.
Zia di Mina e sorella di Olga, è una donna solare, gentile e premurosa, caratterialmente l'opposto della sorella. Su invito di Olga, alle prese con la malattia, va ad abitare con la nipote in assenza della sorella, per poi trasferirsi in modo permanente alla morte di quest'ultima.
- Andrea (stagione 3), interpretato da Lorenzo Lancellotti.
È l'ex fidanzato di Fiore. Per riconquistarlo, la ragazza si è fatta trasferire a Napoli. I due tornano insieme per un breve periodo, sebbene poi Fiore decida di chiudere definitivamente con lui dopo aver capito che la loro storia è davvero finita e di essersi innamorata di Jonathan.
- Franco (stagione 3), interpretato da Adriano Pantaleo.
È l’assistente sociale che deve valutare l'idoneità di Mina e Domenico per diventare i genitori adottivi di Viola.
- Arnaldo (stagione 3), interpretato da Luca Ward.
È il proprietario della Villa Sirenia e interesse amoroso di Rosa.
- Eddy (stagione 3), interpretato da Leandro Ianniello.
È un compagno di classe di Viola e suo interesse amoroso.
- Simona (stagione 3, guest stagione 2), interpretata da Annamaria De Matteo.
È la mamma biologica di Viola. È rimasta incinta da ragazza in seguito ad una violenza di gruppo ed ha deciso di dare la figlia in adozione.

## Produzione
La fiction è stata girata a Napoli (precisamente sul lungomare, nel centro storico, via San Gregorio Armeno e nel centro direzionale) e in diverse località della costiera amalfitana. 
Il 13 febbraio 2021, lo sceneggiatore Fabrizio Cestaro ha confermato la produzione della seconda stagione (le cui riprese sono partite all'inizio del 2022), mentre il 6 novembre 2022 ha confermato la produzione della terza stagione, le cui riprese sono state effettuate tra febbraio e giugno del 2024.

## Colonna sonora
La colonna sonora è composta da Andrea Ridolfi e Vito Abbonato. Tutti gli episodi si aprono con il brano Una notte a Napoli interpretato dal gruppo Pink Martini (e contenuto nell'album Hang On Little Tomato del 1994), e si chiudono con il brano Just One Touch.

### Prima stagione
L'album della prima stagione è stato pubblicato da Rai Com il 25 marzo 2021.
1. Vicolo di Napoli – 1:38
2. Falling in Love – 1:50
3. Mellow Song – 2:29 – feat. Ludovica Zullino
4. OLGA – 1:38
5. Sweet Eyes – 1:06
6. Just One Touch – 2:59
7. Trapanese barbone – 1:40
8. Il mio nome è Nessuno – 2:27 – feat. Raiz
9. Circolo nautico – 0:58
10. Funicolare – 1:42
11. I'm Walking Alone – 4:13 – feat. Ludovica Zullino
12. Ribelle – 2:08
13. Sunshine – 1:37 – feat. Ludovica Zullino
14. Sei tu – 3:10
15. Generale Vedovo – 1:37
16. New Life – 2:19
17. Window Kiss – 3:40
18. Vicolo di Napoli (versione con fisarmonica) – 1:39
19. If I Love You – 2:32
20. Vaporetto – 0:41
21. Nanninella 2 – 3:11
22. Mina e Mimmo – 1:41
23. Right Away – 1:19
24. Venus – 2:56
25. Tradita – 1:28
26. Pretty Girl – 3:02
27. Born – 1:15
28. Conflitto familiare – 1:22
29. Vicolo di Napoli (versione fisarmonica sola) – 1:39

### Seconda stagione
L'album della seconda stagione è stato pubblicato da Rai Com il 2 ottobre 2022.
1. Mina Settembre – 2:43 – feat. Ernesto Seclì
2. Pausa pranzo – 1:40
3. Guitar Tune One – 1:25
4. Ti lascio – 1:53 – feat. Paolo Andriotti
5. Keep Me with You – 3:05 – feat. Frances Alina
6. Genio – 1:43
7. Mina Pedina – 2:19
8. Mai Saprai – 2:43 – feat. Flo
9. New Love – 2:46
10. Sebastian Fuga – 1:36
11. I Miss You – 2:30 – feat. Ilaria Gibellini
12. Zia Marisa – 1:31
13. Threesome – 1:44
14. Rose Rosse – 0:50
15. Tradita Giulia – 2:00
16. Its Truly You – 4:09 – feat. Michelangelo Nari
17. No Baby No – 1:37
18. Poquito Poquito – 2:41 – feat. Flo
19. House Rats – 1:30
20. Sweet Vincenzino – 1:30
21. Vuoto a perdere – 1:38
22. Lost Trust – 0:50
23. Bacio di Olga – 2:27
24. Che l'erba cresce – 1:44
25. Good Morning Mina – 3:08
26. Le camiciaie – 1:38
27. Time for Beauty – 3:09 – feat. Ilaria Gibellini
28. Fantastic Love – 2:33
29. Guitar Tune Two – 0:55
30. Primo incontro – 1:34
31. Loosing Ball – 2:06
32. Nel dubbio – 2:37

## Riconoscimenti
- Ciak d'oro[12]
  - 2021 – Candidatura per il protagonista dell'anno in una serie televisiva a Serena Rossi
- Italian Global Series Festival
  - 2025 – Candidatura alla miglior serie drama[13]
  - 2025 – Candidatura alla miglior regia attrice protagonista in una serie drama a Serena Rossi
- La Pellicola d'Oro[14]
  - 2022 – Miglior attrice protagonista a Serena Rossi